# 水の消毒に伴う副生成物
水の消毒に伴う副生成物（みずのしょうどくにともなうふくせいせいぶつ）では、この分野において、しばしば単に消毒副生成物（しょうどくふくせいせいぶつ、英語: disinfection by-products）と呼ばれる、水に対して行った消毒操作に伴って非意図的に発生する化合物群について解説する。

## 水道水の消毒副生成物
しばしば水道水に対して塩素やオゾンを用いた消毒が行われる。水は様々な物質を溶かす性質を持っており、また、流水は不溶性の物質であっても運搬することができる。したがって、浄水場のように水の塩素消毒を行っている場所で川などから採取された水は、純水ではなく様々な物質が混ざっている。そして、不純物を含んだ水に対して消毒操作を行うと、この消毒副生成物も発生してくるのが通常である。問題なのは、消毒副生成物にはヒトにとって健康上有害である物質や、ヒトに対して発がん性が疑われている物質も含まれている点である。
こと2016年現在の日本では必ず水道水に塩素が含まれていなければならないと水道法施行規則第16条によって定められている。したがって、日本の水道水は必ず塩素による消毒が行われている。このため、基本的に日本の水道水には塩素消毒副生成物も含まれている。

### 塩素消毒副生成物
水に対して塩素消毒を行ったことにより発生する塩素消毒副生成物は多岐にわたり、1つ1つの化合物名ではなく化合物群の総称を列挙しただけでも、例えば、トリハロメタン、ハロ酢酸（酢酸の持つ炭化水素鎖の部分の水素の一部、または全部がハロゲンに置換された酢酸。典型的にはクロロ酢酸、ジクロロ酢酸、トリクロロ酢酸。）、ハロアセトニトリル類、ハロアルデヒド類、クロロフェノール類などがある。以上に含まれない化合物としては、例えば、抱水クロラールや、ホルムアルデヒドなども発生することが知られている。
これらは、水中に存在していた様々な有機物に塩素が直接付加したり、酸化反応が起きたり、元々水中に溶存していた臭素が消毒のために注入された塩素によって不安定化された結果として有機化合物に臭素が直接付加したり、臭素が水素と置換するなど、様々な化学反応によって生成する。以上のように、様々な化合物が非意図的に発生する中、特に塩素消毒された水道水から比較的高濃度に検出されたことで社会問題となったのがトリハロメタンである。特にトリハロメタンに発がん性が確認されてからは世界的に問題視されるようになった。なお、分子構造中に臭素を持つ、ブロモジクロロメタン、ブロモジクロロメタン、ブロモホルムが塩素消毒に伴って非意図的に発生する量は、水の中にどれだけの濃度の臭素イオンが存在していたかによって大きく異なることが知られている。
ただし、世界保健機関（WHO）は、「これらの副生成物による健康へのリスクは、不十分な消毒によるリスクと比較して非常に小さい」と述べている。

### オゾン消毒副生成物
水に対してオゾン消毒を行ったことにより発生するオゾン消毒副生成物も存在する。オゾン消毒は、比較的高濃度で検出されて社会問題となったトリハロメタンの発生原因となる有機物を酸化して分解できる。よって、オゾンで消毒した後に塩素消毒を行えば、生成するトリハロメタンを少なくすることが可能であるなど、幾つかの利点を持つ。
しかしながら、例えばフミン質を多く含む水に対してオゾン消毒を行うと、ホルムアルデヒドが発生する。さらにアセトン、グリオキシル酸、グリオキサール、メチルグリオキサールなど、フミン質を含んだ水に対してオゾン消毒した場合にも、やはり様々な化合物が非意図的に生成することが確認されている。
この他に、臭化物を多く含む水に対してオゾン消毒を行うと、遊離した臭素が酸化されて臭素酸が発生する。

## 水道水における消毒副生成物低減法
水道水の消毒を行う前に、水に含まれている有機物を減らせば様々な消毒副生成物を減らせることが判っている。既述のように塩素消毒の前にオゾン消毒を行うことで塩素消毒副生成物のトリハロメタンを低減することができる。そして、水に含まれている有機物の低減法はオゾン消毒だけではない。オゾン消毒以外の有機物の除去方法としては、例えば、取水した水に浮遊している有機物を沈殿させるなどして物理的に除去してしまう方法や、活性炭で水に含まれているフミン質などを吸着除去してしまう方法などがある。また、この他に、例えばヘキサメチレンテトラミンを河川に放流したために、下流にあった浄水場での塩素消毒によってホルムアルデヒドが発生した事例があったことなどからも明らかなように、不適切な廃棄物の処理を行わないなど、そもそも水を人為的に汚染しないという基本的な環境対策が必要なことは言うまでもない。